# Grand Prix Jihoafrické republiky 1976
Grand Prix Jihoafrické republiky 1976 (oficiálně XXII The Citizen Grand Prix of South Africa) se jela na okruhu Kyalami v Midrandu v Jihoafrické republice dne 6. března 1976. Závod byl druhým v pořadí v sezóně 1976 šampionátu Formule 1.

## Závod
| Poř.   | No. | Jezdec             | Konstruktér        | Počet kol | Čas/Odstoupení | Pořadí na startu | Body |
| ------ | --- | ------------------ | ------------------ | --------- | -------------- | ---------------- | ---- |
| 1      | 1   | Niki Lauda         | Ferrari            | 78        | 1:42:18.4      | 2                | 9    |
| 2      | 11  | James Hunt         | McLaren-Ford       | 78        | + 1.3          | 1                | 6    |
| 3      | 12  | Jochen Mass        | McLaren-Ford       | 78        | + 45.9         | 4                | 4    |
| 4      | 3   | Jody Scheckter     | Tyrrell-Ford       | 78        | + 1:08.4       | 12               | 3    |
| 5      | 28  | John Watson        | Penske-Ford        | 77        | + 1 kolo       | 3                | 2    |
| 6      | 27  | Mario Andretti     | Parnelli-Ford      | 77        | + 1 kolo       | 13               | 1    |
| 7      | 16  | Tom Pryce          | Shadow-Ford        | 77        | + 1 kolo       | 7                |      |
| 8      | 9   | Vittorio Brambilla | March-Ford         | 77        | + 1 kolo       | 5                |      |
| 9      | 4   | Patrick Depailler  | Tyrrell-Ford       | 77        | + 1 kolo       | 6                |      |
| 10     | 5   | Bob Evans          | Lotus-Ford         | 77        | + 1 kolo       | 23               |      |
| 11     | 18  | Brett Lunger       | Surtees-Ford       | 77        | + 1 kolo       | 20               |      |
| 12     | 34  | Hans-Joachim Stuck | March-Ford         | 76        | + 2 kola       | 17               |      |
| 13     | 21  | Michel Leclère     | Wolf-Williams-Ford | 76        | + 2 kola       | 22               |      |
| 14     | 22  | Chris Amon         | Ensign-Ford        | 76        | + 2 kola       | 18               |      |
| 15     | 24  | Harald Ertl        | Hesketh-Ford       | 74        | + 4 kola       | 24               |      |
| 16     | 20  | Jacky Ickx         | Wolf-Williams-Ford | 73        | + 5 kol        | 19               |      |
| 17     | 30  | Emerson Fittipaldi | Fittipaldi-Ford    | 70        | Motor          | 21               |      |
| Ret    | 2   | Clay Regazzoni     | Ferrari            | 52        | Motor          | 9                |      |
| Ret    | 26  | Jacques Laffite    | Ligier-Matra       | 49        | Motor          | 8                |      |
| Ret    | 17  | Jean-Pierre Jarier | Shadow-Ford        | 28        | Chladič        | 15               |      |
| Ret    | 8   | Carlos Pace        | Brabham-Alfa Romeo | 22        | Tlak oleje     | 14               |      |
| Ret    | 6   | Gunnar Nilsson     | Lotus-Ford         | 18        | Spojka         | 25               |      |
| Ret    | 7   | Carlos Reutemann   | Brabham-Alfa Romeo | 16        | Tlak oleje     | 11               |      |
| Ret    | 10  | Ronnie Peterson    | March-Ford         | 15        | Nehoda         | 10               |      |
| Ret    | 15  | Ian Scheckter      | Tyrrell-Ford       | 0         | Nehoda         | 16               |      |
| Zdroj: |     |                    |                    |           |                |                  |      |

## Průběžné pořadí po závodě
Pohár jezdců
| Pořadí | Jezdec            | Body |
| ------ | ----------------- | ---- |
| 1      | Niki Lauda        | 18   |
| 2      | Patrick Depailler | 6    |
| 3      | James Hunt        | 6    |
| 4      | Jochen Mass       | 5    |
| 5      | Jody Scheckter    | 5    |
| Zdroj: |                   |      |

Pohár konstruktérů
| Pořadí | Konstruktér  | Body |
| ------ | ------------ | ---- |
| 1      | Ferrari      | 18   |
| 2      | Tyrrell-Ford | 9    |
| 3      | McLaren-Ford | 7    |
| 4      | Shadow-Ford  | 4    |
| 5      | March-Ford   | 3    |
| Zdroj: |              |      |